# Avstrijska mirovna služba
Avstrijska mirovna služba (nemško Friedensdienst)

## Avstrijsko mirovno delo
Mirovno delo označujemo kot prostovoljno delo, brez lastnega materialnega dobička ter neodvisno od velikih javnih ustanov, ki pripomore k uresničitvi mira. Mirovno delo se opravlja na različne načine: 
- Civilno reševanje konfliktov brez uporabe nasilja
- Solidarizacija z žrtvami
- Delo pri družabnih alternativah

Ta pojem je postal znan konec leta 1950 v Nemčiji, ko je evangeličanska cerkev v Nemčiji, nato ko so uvedli splošno vojaško službo, izumila kompromisno mirovno formulo:

### Mirovno delo z orožjem in brez njega (Friedensdienst mit und ohne Waffen).
V Avstriji je mirovno delo eno izmed treh različnih možnosti za civilne delavce v tujini. Drugi dve sta socialno delo (po navadi projekti za razvojno pomoč) in spominsko delo. Potrjena delovna mesta mirovnega dela za civilno nadomestno delo se nahajajo med drugimi v državah nekdanje Jugoslavije, v Izraelu/Palestini (AIC - Alternative Information Center), na Japonskem (Mirovni muzej v Hirošimi) ter na Nizozemskem (UNITED for Intercultural Action).

## Zgodovina
Predhodnjiki mirovnega dela so bile historične mirovne cerkve (od 16. stoletja naprej), "Mirovne ustanove" v Angliji, ZDA, Avstriji (v 19. stoletju), v Nemčiji „Nemška mirovna ustanova“ (Deutsche Friedensgesellschaft/DFG) in v Švici Internationalni mirovni bureau.
V času Prve svetovne vojne sta se pojavili dve novi zamisli: ena o Internacionalni spravni zvezi in druga o svetovno razširjenem spletu mladih prostovoljnih delavcev, ki bi pripomogli k sporazumevanju med narodi. Istočasno z začetkom vojne je bila ustanovljena Internacionalna spravna zveza; kmalu po koncu vojne so se prvi prostovoljci odpravili pomagat pri gradenju porušenih hiš in v „delovne kampe“. V 1920ih letih se je razširila paralelno k mladinskem skupnem delu tudi zavračanje vojaške službe. Nastalo je veliko število pacifističnih organizacij.
Druga svetovna vojna in njena predzgodba, je stala veliko zavzetih ljudi teh organizacij, življenje. V času nacistov je bilo usmrčenih pribljižno okoli 6.000 nemških zavračiteljev vojaške službe.
Po Drugi svetovni vojni so pomagali mirovni prostovoljci cerkev ("Relief Teams" iz Anglije in ZDA, Quaker Peace and Service, kvekerska pomoč in druge iniciative) pri odstranjevanju starih predsodkov in pripomogli k ustanovitvi prvih prostovolnjih in mirovnih del tudi v Nemčiji:
Leta 1946 krščansko mirovno delo (Christlicher Friedensdienst (CFD) ), 1948 Pax Christi – nemška sekcija, 1949 mednarodna dela mladinske skupščine (Internationale Jugendgemeinschaftsdienste (IJGD) ), 1957 Eirene, 1958 Aktion Sühnezeichen (od leta 1968 naprej z dodatnim imenom Friedensdienste), 1959 svetovno mirovno delo.
V naslednjih letih so nastale še druge organizacije in združitve. Te so pomagale pri mirovnem in razvojnem delu na sledeče načine:
- dolgotrajno, državno priznano ravojno delo (2 do 3 let, od 21ega do 25ega leta starosti)
- druga dolga in srednjedolga dela (6 do 18 mesecev, starost: najmanj 18 let)
- kratkoročna dela (3 tednov do 3 mesecov, starost: najmanj 16 let)
- skupinske akcije za študente in mlade akademike

Skupno je delalo v času od leta 1945 ter do konca 1960ih let, milijon, največ mladih, prostovoljcev v 200 narodnih in mednarodnih organizacij, za politični in socialni mir. 
Že takrat so razpravljali o javnih prispevkih in o politični neodvisnosti. Najbolj so se lahko udejstvovale mednarodne organizacije: neodvisne, prostovoljne in s skupinskim etosom. Tako je bilo tudi ustanovljeno mirovno delo Združenih narodov leta 1970 (United Nations Volunteers).
Pri mirovnem gibanju v 1980ih letih so nastale v Nemčiji prve izobraževalne možnosti za mirovno delo oz. za nenasilne akcije. S skupnim delom s tradicionalnimi mirovnimi deli, so nastale nove povezave med tujinskim in tuzemskim mirovnim delom.
Od leta 1981 sta hotela ponujati v NDR okoli 800 mladim podporo „socialnega mirovnega dela“ ("Sozialer Friedensdienst" (SoFd) ), Christoph Wonneberger in Rainer Eppelmann, kot alternativo k vojaškem delu. V političnem biroju stranke SED so pojmovali to kot "kontrarevolucijo" in je prišlo do aretacij.
Leta 1989 je bila ustanovljena Zveza za socialno obrambo (Bund für Soziale Verteidigung). Ta je hotela imeti še "tretji steber" mirovnega dela poleg civilnega in vojaškega in se je angažirala od sredine 1990ih let skupno z drugimi v Forumu civilnih mirovnih del (Forum Ziviler Friedensdienst).

## Weblinks
Nemčija 
- http://www.friedensdienst.de Skupščina za mirovno delo
- http://www.jugendopposition.de/index.php?id=190
- http://www.icja.de ICJA svetovna izmenjava prostovoljncev e.V., Berlin

Avstrija
- http://www.oefd.at Avstrijsko mirovno delo
- http://www.friedensdienst.at/ Avstrijsko mirovno delo pri avstrijskem civilnem delu v tujini

Švica
- http://www.zfd.ch/ IG civilno mirovno delo
- http://www.swisspeace.org/ švicarska mirovna ustanova